# せせなやう
せせな やう（10月18日 - ）は日本のイラストレーター。女性。主に男性向けアダルトゲーム（美少女ゲーム）の原画、キャラクターデザインを担当する。また、KOKIKKO（こきっこ）という名の同人サークルを運営している。せせな夜雨の名義も使用する。

## 担当作品
商業ゲーム（アダルトゲーム）
- Coming×Humming!! （SAGA PLANETS、2008年6月27日）
- ツンデレでヤンデレな幼馴染・小鳥遊双葉さんとHなことをするゲーム （ふぇんりる、2008年7月18日）
- ナツユメナギサ （SAGA PLANETS、2009年7月31日）
- PrismRhythm -プリズムリズム- （Lump of Sugar、2010年5月28日）
- ダイヤミック・デイズ （Lump of Sugar、2011年8月26日）
- 1/2 summer （ALcot ハニカム、2012年6月29日）
- プリズム◇リコレクション! （クロシェット、2013年2月22日）
- Timepiece Ensemble （GLacé、2013年12月27日[3]）
- ここから夏のイノセンス! （クロシェット、2015年11月27日[4]）
- 夏色ラムネ （Carol Works、2018年3月30日）
- 乙女が結ぶ月夜の煌めき （ensemble、2018年11月30日）
- 乙女が結ぶ月夜の煌めき Fullmoon Days （ensemble、2019年6月28日）
- アナベル・メイドガーデン （Barista Lab、2020年6月26日）
- リリウム・ウェディングプラン （Barista Lab、2021年6月25日）

同人ゲーム
- DaybyDay-凌辱&寝取られ- （2014年10月11日）
- おひさまとオオカミ （KOKIKKOの漫画をNumber9が同人ゲームとして制作。KOKIKKOのホームページ上で公開）
- モノタリ （2018年12月7日）

一般ゲーム
- 1/2 summer+ （Alchemist、PSP、2013年7月18日）
- Timepiece Ensemble （エンターグラム、PS Vita、2017年2月23日）

小説
- 私立お嫁さま学園 （河里一伸、美少女文庫）

コミカライズ
- 喫茶ステラと死神の蝶（ゆずソフト原作、月刊コミックアライブ連載）